# Фенн, Рик
Ричард «Рик» Фенн (англ. Richard «Rick» Fenn; 23 мая 1953 года, Великобритания) — британский гитарист и композитор, наиболее известен как участник рок-группы 10cc, в которой играет с 1976 года. Помимо этого сотрудничал с Майком Олдфилдом, Риком Уэйкменом, Питером Ховартом из группы The Hollies, а также барабанщиком Pink Floyd Ником Мейсоном.

## Карьера
Музыкальная карьера Фенна началась в Оксфорде, где он был лидером школьной группы «Bagshot Louie». Группа распалась после окончания учебного года — в 1971-м, и Фенн переехал в Кембридж, где поступил в местный Кембриджский технический колледж.
После завершения учебного курса Фенн присоединился к кембриджской группе под названием «Hamilton Gray», которая вскоре переехала в Манчестер и переименовалась в «Gentlemen». После дебютного выступления группы на телевидении, в шоу So It Goes (вместе с Sex Pistols), Фенн познакомился с Полом Берджессом, который порекомендовал его группе 10cc. Гитарист присоединился к ним в конце 1976 года перед записью альбома Deceptive Bends, став полноценным участником коллектива.
Начиная с 1979 года Фенн также гастролировал и записывался вместе с Майком Олдфилдом, в частности сочинив с ним песню «Family Man», которая впоследствии стала международным хитом будучи перепетой дуэтом Hall & Oates и принесла Фенну награду A.S.C.A.P. за «Лучшую песню» в 1984 году.
В 1985 году Фенн записал свой дебютный сольный альбом Profiles в дуэте с барабанщиком Pink Floyd Ником Мейсоном. Ведущий сингл альбома, «Lie for a Lie», был спет Дэвидом Гилмором и Мэгги Райлли став хитом в Соединённых Штатах. Также в 1980-х Фенн и Мейсон основали совместную компанию Bamboo Music, которая выпускала музыкальные джинглы для корпоративных клиентов.
На протяжении свое карьеры Фенн гастролировал с такими артистами, как Рик Уэйкман, Джек Брюс, Элки Брукс и группой Wax (с Эндрю Голдом и Грэмом Гоулдманом). Он также плодотворно работал в качестве сессионного гитариста, сотрудничав с такими музыкантами, как Клифф Ричард, Питер Грин, Агнета Фельтског (ABBA), Sniff 'n' the Tears, Джон Уэттон и Джастин Хейворд.
С конца 1980-х Фенн посвятил больше времени сочинению и написанию саундтреков для документальных фильмов, драм и комедий (включая сериал Hale and Pace) и ряда художественных фильмов. Среди них была лента «Белый глаз» — еще одна совместная работа с Ником Мейсоном. Фенн стал лауреатом несколько наград за ряд успешных саундтреков.
В записи одного из саундтреков, который принес Фенну премию Clio Awards в 1989 году в номинации «Лучшая песня», участвовал вокалист Питер Ховарт. В 1990 году их сотрудничество продолжилось — вдвоём они написали рок-оперу под названием «Robin, Prince of Sherwood», после этого отправившись с ней в гастрольный тур по Великобритании, длившийся около года (оперу также демонстрировали в одном из театров Вест-Энда на протяжении четырёх месяцев). После этого Фенн и Ховарт неоднократно выступали вместе в проекте под названием The Feramones, приглашая к себе сессионных музыкантов.
Вне работы с 10cc, Фенн проводит большую часть свободного времени в своем доме недалеко от Байрон-Бейа, штат Новый Южный Уэльс, в Австралии, со своей женой и дочерьми Хизер и Руби-Мэй. Находясь там он сотрудничал с местной рок-легендой Брайаном Каддом в различных совместных проектах, включая сценический мюзикл.

## Дискография

### В дуэте Mason + Fenn
Profiles – 1985
Life Could Be a Dream – 1986 (саундтрек)
White of the Eye – 1987 (саундтрек)
Body Contact – 1987 (саундтрек)
Tank Malling – 1989 (саундтрек)

### Вместе с группой 10cc
Live and Let Live – 1977
Bloody Tourists – 1978
Look Hear? – 1980
Ten Out of 10 – 1981
Windows in the Jungle – 1983
Best of 10cc – 1980
The Collection – 1987
10cc Alive – 1993
Mirror Mirror – 1995
Live in Concert – 1985 (Video)
Changing Faces – 1998 (Video)
Ultimate Collection – 2003
Greatest Hits ... And More – 2006 DVD
Clever Clogs DVD – 2008

### Вместе с Эриком Стюартом
Girls – 1980
Frooty Rooties – 1982

### Вместе с Грэмом Гоулдманом
Animalympics (1980)
And Another Thing... (2000)
Love and Work (2012)

### Вместе с Агнетой Фельтског
Eyes of a Woman – 1985

### Вместе с Питером Ховартом
Robin Prince of Sherwood – 1992
Androcles and the Lion – 1995
Circle of Four – 1995

### Вместе с Майком Олдфилдом
QE2 – 1980
Live at Montreux 1981 – 1981
Five Miles Out – 1982
Crises – 1983
Islands – 1987

### Вместе с  Риком Уэйкманом
Crimes of Passion (саундтрек) – 1984
Silent Nights – 1985
Live at Hammersmith – 1985

### Вместе с группой Sniff 'n' the Tears
Love Action – 1981

### Вместе с Майклом Мантлером
Live – 1987 – совместно с Джеком Брюсом и Ником Мейсоном
Many Have No Speech – (Watt/ECM) — совместно с Джеком Брюсом, Марианной Фейтфулл, Робертом Уайаттом
The Watt Works Family Album – : (WATT/ECM) —
Folly Seeing All This – 1993: (ECM) —

### Вместе с Питером Грином
Blues for Dhyana – 1998
The Clown – 2001

### Вместе с Танитой Тикарам
The Cappucino Songs – 1998